# São Domingos (kommun i Brasilien, Goiás, lat -13,53, long -46,51)
São Domingos är en kommun i Brasilien.   Den ligger i delstaten Goiás, i den östra delen av landet, 290 km nordost om huvudstaden Brasília. Antalet invånare är 11 236.
Följande samhällen finns i São Domingos:
- São Domingos

Omgivningarna runt São Domingos är huvudsakligen savann. Runt São Domingos är det mycket glesbefolkat, med 2 invånare per kvadratkilometer.